# Ernst Curtius
Ernst Curtius (født 2. september 1814 i Lübeck, død 11. juli 1896 i Berlin) var en tysk arkæolog og historiker, bror til Georg Curtius og farfar til Ernst Robert Curtius.
Curtius var 1844-49 ekstraordinær professor i Berlin og opdrager for den senere kejser Friedrich III, 1856-68 professor i Göttingen og fra 1868 igen professor i Berlin og tillige direktør for antiksamlingen. Sin indflydelse ved hoffet benyttede Curtius til at foranledige udgravningerne i Olympia, som førte til så glimrende resultater. Curtius' vigtigste arbejder er: Die Akropolis von Athen (1844), Stadtgeschichte von Athen (1891); Naxos (1846), Die Ionier (1855), Beiträge zur Geschichte und Topographie Kleinasiens (1872), Ephesos (1874); Olympia (1852), Die Ausgrabungen zu Olympia (udgivet sammen med Adler og Hirschfeld, 1877-81, 5 bind); endelig de to hovedværker: Peloponnesos (1851-52, 2 bind), en alsidig fremstilling af halvøens historie, sagn og mindesmærker, og den formfuldendte Griechische Geschichte (1857-61, 3 bind; 6. oplag 1887-88); en del mindre skrifter udgør Gesammelte Abhandlungen (2 bind, 1893-94). Curtius' talrige festtaler er samlede under titlerne Altertum und Gegenwart (1. bind, 1875, 4. oplag 1892; 2. bind, 1882) og Unter drei Kaisern (1889; 2. oplag 1895).